# Accordo Himmler-Kersten
L'accordo Himmler-Kersten fu un documento firmato il 12 marzo 1945 dal Reichsführer-SS Heinrich Himmler e dal suo medico personale Felix Kersten, in cui Himmler fece quattro promesse "in nome dell'Umanità" riguardo al destino dei campi di concentramento nazisti in vista dell'avvicinarsi delle forze alleate verso la fine della seconda guerra mondiale.

## Descrizione
I quattro punti dell'accordo furono:
- I campi di concentramento non sarebbero stati distrutti.
- Sarebbe sventolata la bandiera bianca e il controllo dei campi sarebbe stato consegnato agli Alleati.
- L'uccisione degli ebrei sarebbe cessata e gli ebrei sarebbero stati trattati allo stesso modo degli altri prigionieri.
- I detenuti non sarebbero stati evacuati e alla Svezia sarebbe stato consentito di inviare pacchi alimentari ai prigionieri ebrei.

Il documento fu firmato in segreto, alla sola presenza di Rudolf Brandt, segretario di Himmler, nel sanatorio di Hohenlychen. In seguito fu firmato anche da Norbert Masur del Congresso Ebraico Mondiale, nell'incontro alla villa di Kersten in cui Himmler disse di voler "seppellire l'ascia di guerra" e Masur ottenne il rilascio di 7 000 donne prigioniere nel campo di Ravensbrück.
Questo accordo risparmiò la vita di 60 000 ebrei e di altre 15 000 persone salvate durante le operazioni degli autobus bianchi del conte Folke Bernadotte nel marzo-aprile 1945.